# ARA Heroína (D-12)
O ARA Heroína  é o terceiro navio da classe Almirante Brown (MEKO 360H2), de uma série de quatro contratorpedeiros feitos para a Armada Argentina.
Sua construção começou em 24 de agosto de 1981, foi lançado ao mar em 17 de fevereiro de 1982 e entrou em serviço em 31 de outubro de 1983.